# فاتسلاف الثاني ملك بوهيميا
فاتسلاف الثاني (27 سبتمبر 1271  - 21 يونيو 1305) كان ملك بوهيميا (1305-1278) ودوق كراكوف (1305-1291) وملك بولندا (1305-1300).
كان فاتسلاف الثاني ابن أوتوكار الثاني ملك بوهيميا وزوجته الثانية كونيغوندا دي هاليتش الوحيد، ولد في 1271 بعد عشرة سنوات من زواجهما، تعتبر والدته حفيدة أخر أمير كييف المعظم والملك بيلا الرابع من المجر، وأيضا يعتبر فاتسلاف حفيد الأكبر لـ فيليب الشوابي ملك ألمانيا، ويعتبر فاتسلاف الثاني جد كارل الرابع إمبراطور الروماني المقدس.

## الطفولة
قي 1276 وضع ملك ألمانيا رودولف الهابسبورغي والده أوتوكار تحت الحظر الإمبراطوري وحاصر فيينا، بحيث أُجبر أوتوكار على توقيع معاهدة جديدة بتخلي عن مطالبته بالنمسا والدوقيات المجاورة لها، محتفظاً بـ بوهيميا ومورافيا، وأيضا خُطِبَ لابنه الوحيد من ابنة رودولف جوديث، كان وضع السلام غير مستقر، ومع ذلك في نهاية المطاف توفي والده في معركة مارشفيلد في 1278 قبل وقت قصير من ميلاده السابع.
قبل بلوغ فاتسلاف، كان عليه التعامل مع حكومة ابن عمته الوصي الجديد أوتو الخامس مارغريف براندنبورغ الذي حجز فاتسلاف أسيراً في العديد من المواقع، عاد إلى بوهيميا في 1283 مع العمر الثانية عشر، بعدها حكم زوج والدته زافيس من فالكنشتاين بدلاً منه لعدة سنوات.
في 24 يناير 1285 تزوج من خطيبته جوديث الهابسبورغية، وفي 1290 أوقف زافيس واعدمه بقطع الرأس بالتهمة الخيانة، وبدأ في الحكم بالاستقلالية.

## الحكم
في 1291 تنازل برزيميسو الثاني دوق بولندا العليا عن دوقية كراكوف لـ فاتسلاف، كانت كراكوف ترتبط بالسيادة على بولندا، ولكن برزيميسو جمع الدوقيات أخريات وتوج في 1295 كـ ملك بولندا، ومع وفاة برزيميسو في 1296 أصبح فاتسلاف لورد الأكبر في بولندا وتوج لاحقاً ملك بولندا.

## استخراج الفضة
في عام 1298 تم اكتشاف الفضة في كوتنا هورا بـ بوهيميا الوسطى، سيطر فاتسلاف على منجم وجعله احتكاراً ملكياً، وقام بإصدار غروشن براغ التي أصبحت أكثر عملات شعبيةً من عملات المعدنية القديمة من نوع غروشن، وكانت كوتنا هورا واحدة من أفضل مناجم الفضة في أوروبا على الإطلاق بين عامي 1300 حتى 1340، ربما إنتاج هذا المنجم حوالي 20 طناً من الفضة سنوياً، وفي 1300 اصدر فاتسلاف قانون التعدين الملكي الذي حدد فيه جميع الأحكام والشروط الإدارية والفنية اللازمة لسير المنجم.

## تاج المجر والوفاة
توفيت زوجته الأولى الملكة جوديث في 1297؛ وزوجته الثانية إليسكا ريتشا كانت ابنة الملك برزيميسو الثاني .
في 1301 توفي أندراس الثالث ملك المجر أحد أقاربه من الدرجة الثالثة، بوفاته انقرضت سلالة أرباد من خط الذكور، وكان فاتسلاف أحد مدعيين العرش نيابة عن ابنها البكر فاتسلاف الذي أصبح مخطوباً من ابنة أندراس الوحيدة إليزابيث، في 27 أغسطس 1301 توج ابنه في سيكشفهيرفار كـ ملك المجر تحت مسمى لازلو الخامس.
في ذاك الوقت كانت مملكة المجر منقسمة إلى عدة إمارات بحكم الامر الواقع؛ الشاب فاتسلاف تم قبوله كملك من قبل بعض حكام في سلوفاكيا الحديثة وبورغنلاند وعلى الإقليم حول العاصمة بودا، ومع ذلك غير حكام سلوفاك في 1303 ولائهم لدعم منافسه كارولي روبرت الأنجوي، ونتيجة لذلك أصبح الملك الشاب خائِفاً في العاصمة بودا ومستنجداً بوالده الذي قام على رأس جيش بغزو بودا، ولكن نظراً لوضع الخطير أخذ ابنه والتاج المقدس وعاد بهما إلى بوهيميا في 1304 وقام بالتسمية إيفان دي جوسينج كممثله في المجر.
توفي فاتسلاف الثاني في 21 يونيو 1305 بسن الـ 33 على الأرجح من مرض السل وخلفه ابنه الوحيد فاتسلاف الثالث، الذي يعتبر أخر ملوك السلالة من خط الذكور.